# Борго ди Сан Флоријано (Тревизо)
Борго ди Сан Флоријано је насеље у Италији у округу Тревизо, региону Венето.
Према процени из 2011. у насељу је живело 40 становника. Насеље се налази на надморској висини од 51 м.